# FA Cup 1952/53
De FA Cup 1952–1953 was de 75ste editie van de oudste bekercompetitie van de wereld, de Engelse FA Cup] Deze bekercompetitie is een toernooi voor voetbalclubs.De FA Cup werd gewonnen door Blackpool.

## Eerste ronde
| Thuisteam               | Uitslag | Bezoekers                         | Datum      |
| ----------------------- | ------- | --------------------------------- | ---------- |
| Aldershot               | 0-0     | Millwall                          | 22-11-1952 |
| Bath City               | 3-1     | Southend United                   | 22-11-1952 |
| Beighton Miners Welfare | 0-3     | Wrexham                           | 22-11-1952 |
| Boston United           | 1-2     | Oldham Athletic                   | 22-11-1952 |
| Bradford City           | 4-0     | Rhyl                              | 22-11-1952 |
| Bradford (Park Avenue)  | 2-1     | Rochdale                          | 22-11-1952 |
| Crystal Palace          | 1-1     | Reading                           | 22-11-1952 |
| Chester City            | 0-1     | Hartlepool United                 | 22-11-1952 |
| Chesterfield            | 1-0     | Workington                        | 22-11-1952 |
| Coventry City           | 2-0     | Bristol City                      | 22-11-1952 |
| Darlington              | 2-3     | Grimsby Town                      | 22-11-1952 |
| Gainsborough Trinity    | 1-1     | Netherfield                       | 22-11-1952 |
| Gateshead               | 2-0     | Crewe Alexandra                   | 22-11-1952 |
| Grays Athletic          | 0-5     | Llanelli                          | 22-11-1952 |
| Guildford City          | 2-2     | Great Yarmouth Town               | 22-11-1952 |
| Halifax Town            | 1-1     | Ashton United                     | 22-11-1952 |
| Hendon                  | 0-0     | Northampton Town                  | 22-11-1952 |
| Horden Colliery Welfare | 1-2     | Accrington Stanley                | 22-11-1952 |
| Ipswich Town            | 1-1     | Bournemouth and Boscombe Athletic | 22-11-1952 |
| Kidderminster Harriers  | 0-1     | Finchley                          | 22-11-1952 |
| Leyton                  | 0-0     | Hereford United                   | 22-11-1952 |
| Leyton Orient           | 1-1     | Bristol Rovers                    | 22-11-1952 |
| Leytonstone             | 0-2     | Watford                           | 22-11-1952 |
| Newport County          | 2-1     | Walsall                           | 22-11-1952 |
| North Shields           | 3-6     | Stockport County                  | 22-11-1952 |
| Peterborough United     | 2-1     | Torquay United                    | 22-11-1952 |
| Port Vale               | 2-1     | Exeter City                       | 22-11-1952 |
| Queens Park Rangers     | 2-2     | Shrewsbury Town                   | 22-11-1952 |
| Scarborough             | 0-8     | Mansfield Town                    | 22-11-1952 |
| Scunthorpe United       | 1-0     | Carlisle United                   | 22-11-1952 |
| Selby Town              | 1-5     | Bishop Auckland                   | 22-11-1952 |
| Southport               | 3-1     | Bangor City                       | 22-11-1952 |
| Swindon Town            | 5-0     | Newport                           | 22-11-1952 |
| Telford United          | 1-1     | Gillingham                        | 22-11-1952 |
| Tonbridge Angels        | 2-2     | Norwich City                      | 22-11-1952 |
| Tranmere Rovers         | 8-1     | Ashington                         | 22-11-1952 |
| Walthamstow Avenue      | 2-2     | Wimbledon                         | 22-11-1952 |
| Weymouth                | 1-1     | Colchester United                 | 22-11-1952 |
| Yeovil Town             | 1-4     | Brighton & Hove Albion            | 22-11-1952 |
| York City               | 1-2     | Barrow                            | 22-11-1952 |

### Eerste ronde (replays)
| Thuisteam                         | Uitslag | Bezoekers                         | Datum      |
| --------------------------------- | ------- | --------------------------------- | ---------- |
| Millwall                          | 7-1     | Aldershot                         | 27-11-1952 |
| Reading                           | 1-3     | Crystal Palace                    | 26-11-1952 |
| Netherfield                       | 0-3     | Gainsborough Trinity              | 27-11-1952 |
| Great Yarmouth Town               | 1-0     | Guildford City                    | 27-11-1952 |
| Ashton United                     | 1-2     | Halifax Town                      | 25-11-1952 |
| Northampton Town                  | 2-0     | Hendon                            | 27-11-1952 |
| Bournemouth and Boscombe Athletic | 2-2     | Ipswich Town                      | 26-11-1952 |
| Ipswich Town                      | 3-2     | Bournemouth and Boscombe Athletic | 01-12-1952 |
| Hereford United                   | 3-2     | Leyton                            | 27-11-1952 |
| Bristol Rovers                    | 1-0     | Leyton Orient                     | 24-11-1952 |
| Shrewsbury Town                   | 2-2     | Queens Park Rangers               | 27-11-1952 |
| Queens Park Rangers               | 1-4     | Shrewsbury Town                   | 01-12-1952 |
| Gillingham                        | 3-0     | Telford United                    | 26-11-1952 |
| Norwich City                      | 1-0     | Tonbridge Angels                  | 27-11-1952 |
| Wimbledon                         | 0-3     | Walthamstow Avenue                | 26-11-1952 |
| Colchester United                 | 4-0     | Weymouth                          | 27-11-1952 |

## Tweede ronde
| Thuisteam              | Uitslag | Bezoekers            | Datum      |
| ---------------------- | ------- | -------------------- | ---------- |
| Finchley               | 3-1     | Crystal Palace       | 10-12-1952 |
| Accrington Stanley     | 0-2     | Mansfield Town       | 06-12-1952 |
| Barrow                 | 2-2     | Millwall             | 06-12-1952 |
| Bishop Auckland        | 1-4     | Coventry City        | 06-12-1952 |
| Bradford City          | 1-1     | Ipswich Town         | 06-12-1952 |
| Bradford (Park Avenue) | 1-2     | Gateshead            | 06-12-1952 |
| Brighton & Hove Albion | 2-0     | Norwich City         | 06-12-1952 |
| Colchester United      | 3-2     | Llanelli             | 06-12-1952 |
| Great Yarmouth Town    | 1-2     | Wrexham              | 06-12-1952 |
| Grimsby Town           | 1-0     | Bath City            | 06-12-1952 |
| Halifax Town           | 4-2     | Southport            | 06-12-1952 |
| Hereford United        | 0-0     | Scunthorpe United    | 06-12-1952 |
| Newport County         | 2-1     | Gainsborough Trinity | 06-12-1952 |
| Peterborough United    | 0-1     | Bristol Rovers       | 06-12-1952 |
| Port Vale              | 0-3     | Oldham Athletic      | 06-12-1952 |
| Shrewsbury Town        | 0-0     | Chesterfield         | 06-12-1952 |
| Stockport County       | 3-1     | Gillingham           | 06-12-1952 |
| Swindon Town           | 2-0     | Northampton Town     | 06-12-1952 |
| Tranmere Rovers        | 2-1     | Hartlepool United    | 06-12-1952 |
| Walthamstow Avenue     | 1-1     | Watford              | 06-12-1952 |

### Tweede ronde (replays)
| Thuisteam         | Uitslag | Bezoekers          | Datum      |
| ----------------- | ------- | ------------------ | ---------- |
| Millwall          | 4-1     | Barrow             | 10-12-1952 |
| Ipswich Town      | 5-1     | Bradford City      | 10-12-1952 |
| Scunthorpe United | 2-1     | Hereford United    | 11-12-1952 |
| Chesterfield      | 2-4     | Shrewsbury Town    | 10-12-1952 |
| Watford           | 1-2     | Walthamstow Avenue | 10-12-1952 |

## Derde ronde
| Thuisteam           | Uitslag | Bezoekers               | Datum      |
| ------------------- | ------- | ----------------------- | ---------- |
| Arsenal             | 4-0     | Doncaster               | 10-01-1953 |
| Aston Villa         | 3-1     | Middlesbrough           | 10-01-1953 |
| Barnsley            | 4-3     | Brighton & Hove Albion  | 10-01-1953 |
| Brentford           | 2-1     | Leeds United            | 10-01-1953 |
| Derby County        | 4-4     | Chelsea                 | 10-01-1953 |
| Everton             | 3-2     | Ipswich Town            | 10-01-1953 |
| Gateshead           | 1-0     | Liverpool               | 10-01-1953 |
| Grimsby Town        | 1-3     | Bury                    | 10-01-1953 |
| Halifax Town        | 3-1     | Cardiff City            | 10-01-1953 |
| Huddersfield Town   | 2-0     | Bristol Rovers          | 10-01-1953 |
| Hull City           | 3-1     | Charlton Athletic       | 10-01-1953 |
| Leicester City      | 2-4     | Notts County            | 10-01-1953 |
| Lincoln City        | 1-1     | Southampton             | 10-01-1953 |
| Luton Town          | 6-1     | Blackburn Rovers        | 10-01-1953 |
| Manchester City     | 7-0     | Swindon Town            | 10-01-1953 |
| Mansfield Town      | 0-1     | Nottingham Forest       | 10-01-1953 |
| Millwall            | 0-1     | Manchester United       | 10-01-1953 |
| Newport County      | 1-4     | Sheffield United        | 10-01-1953 |
| Plymouth Argyle     | 4-1     | Coventry City           | 10-01-1953 |
| Portsmouth          | 1-1     | Burnley                 | 10-01-1953 |
| Preston North End   | 5-2     | Wolverhampton Wanderers | 10-01-1953 |
| Rotherham United    | 2-2     | Colchester United       | 10-01-1953 |
| Sheffield Wednesday | 1-2     | Blackpool               | 10-01-1953 |
| Shrewsbury Town     | 2-0     | Finchley                | 10-01-1953 |
| Stoke City          | 2-1     | Wrexham                 | 10-01-1953 |
| Sunderland          | 1-1     | Scunthorpe United       | 10-01-1953 |
| Tranmere Rovers     | 1-1     | Tottenham Hotspur       | 10-01-1953 |
| Walthamstow Avenue  | 2-1     | Stockport County        | 10-01-1953 |
| West Ham United     | 1-4     | West Bromwich Albion    | 10-01-1953 |
| Bolton Wanderers    | 3-1     | Fulham                  | 14-01-1953 |
| Newcastle United    | 3-0     | Swansea City            | 14-01-1953 |
| Oldham Athletic     | 1-3     | Birmingham City         | 14-01-1953 |

### Derde ronde (replays)
| Thuisteam         | Uitslag | Bezoekers        | Datum      |
| ----------------- | ------- | ---------------- | ---------- |
| Chelsea           | 1-0     | Derby County     | 14-01-1953 |
| Southampton       | 2-1     | Lincoln City     | 14-01-1953 |
| Burnley           | 3-1     | Portsmouth       | 13-01-1953 |
| Colchester United | 0-2     | Rotherham United | 15-01-1953 |
| Scunthorpe United | 1-2     | Sunderland       | 15-01-1953 |
| Tottenham Hotspur | 9-1     | Tranmere Rovers  | 12-01-1953 |

## Vierde ronde
| Thuisteam         | Uitslag | Bezoekers            | Datum      |
| ----------------- | ------- | -------------------- | ---------- |
| Arsenal           | 6-2     | Bury                 | 31-01-1953 |
| Aston Villa       | 0-0     | Brentford            | 31-01-1953 |
| Blackpool         | 1-0     | Huddersfield Town    | 31-01-1953 |
| Bolton Wanderers  | 1-1     | Notts County         | 31-01-1953 |
| Burnley           | 2-0     | Sunderland           | 31-01-1953 |
| Chelsea           | 1-1     | West Bromwich Albion | 31-01-1953 |
| Everton           | 4-1     | Nottingham Forest    | 31-01-1953 |
| Halifax Town      | 1-0     | Stoke City           | 31-01-1953 |
| Hull City         | 1-2     | Gateshead            | 31-01-1953 |
| Manchester City   | 1-1     | Luton Town           | 31-01-1953 |
| Manchester United | 1-1     | Walthamstow Avenue   | 31-01-1953 |
| Newcastle United  | 1-3     | Rotherham United     | 31-01-1953 |
| Plymouth Argyle   | 1-0     | Barnsley             | 31-01-1953 |
| Preston North End | 2-2     | Tottenham Hotspur    | 31-01-1953 |
| Sheffield United  | 1-1     | Birmingham City      | 31-01-1953 |
| Shrewsbury Town   | 1-4     | Southampton          | 31-01-1953 |

### Vierde ronde (replays)
| Thuisteam            | Uitslag | Bezoekers            | Datum      |
| -------------------- | ------- | -------------------- | ---------- |
| Brentford            | 1-2     | Aston Villa          | 04-02-1953 |
| Notts County         | 2-2     | Bolton Wanderers     | 05-02-1953 |
| Bolton Wanderers     | 1-0     | Notts County         | 09-02-1953 |
| West Bromwich Albion | 0-0     | Chelsea              | 04-02-1953 |
| Chelsea              | 1-1     | West Bromwich Albion | 09-02-1953 |
| West Bromwich Albion | 0-4     | Chelsea              | 11-02-1953 |
| Luton Town           | 5-1     | Manchester City      | 04-02-1953 |
| Walthamstow Avenue   | 2-5     | Manchester United    | 05-02-1953 |
| Tottenham Hotspur    | 1-0     | Preston North End    | 04-02-1953 |
| Birmingham City      | 3-1     | Sheffield United     | 04-02-1953 |

## Vijfde ronde
| Thuisteam        | Uitslag | Bezoekers         | Datum      |
| ---------------- | ------- | ----------------- | ---------- |
| Blackpool        | 1-1     | Southampton       | 14-02-1953 |
| Burnley          | 0-2     | Arsenal           | 14-02-1953 |
| Chelsea          | 0-4     | Birmingham City   | 14-02-1953 |
| Everton          | 2-1     | Manchester United | 14-02-1953 |
| Halifax Town     | 0-3     | Tottenham Hotspur | 14-02-1953 |
| Luton Town       | 0-1     | Bolton Wanderers  | 14-02-1953 |
| Plymouth Argyle  | 0-1     | Gateshead         | 14-02-1953 |
| Rotherham United | 1-3     | Aston Villa       | 14-02-1953 |

### Vijfde ronde (replays)
| Thuisteam   | Uitslag | Bezoekers | Datum      |
| ----------- | ------- | --------- | ---------- |
| Southampton | 1-2     | Blackpool | 18-02-1953 |

## Kwartfinales
| Thuisteam       | Uitslag | Bezoekers         | Datum      |
| --------------- | ------- | ----------------- | ---------- |
| Arsenal         | 1-2     | Blackpool         | 28-02-1953 |
| Aston Villa     | 0-1     | Everton           | 28-02-1953 |
| Birmingham City | 1-1     | Tottenham Hotspur | 28-02-1953 |
| Gateshead       | 0-1     | Bolton Wanderers  | 28-02-1953 |

### Kwartfinales (replays)
| Thuisteam         | Uitslag | Bezoekers         | Datum      |
| ----------------- | ------- | ----------------- | ---------- |
| Tottenham Hotspur | 2-2     | Birmingham City   | 04-03-1953 |
| Birmingham City   | 0-1     | Tottenham Hotspur | 09-03-1953 |

## Halve finale
| Thuisteam        | Uitslag | Bezoekers         | Datum      |
| ---------------- | ------- | ----------------- | ---------- |
| Blackpool        | 2-1     | Tottenham Hotspur | 21-03-1953 |
| Bolton Wanderers | 4-3     | Everton           | 21-03-1953 |

## Finale
| Thuisteam | Uitslag | Bezoekers        | Datum      |
| --------- | ------- | ---------------- | ---------- |
| Blackpool | 4-3     | Bolton Wanderers | 02-05-1953 |